# Royal Canadian Mounted Police

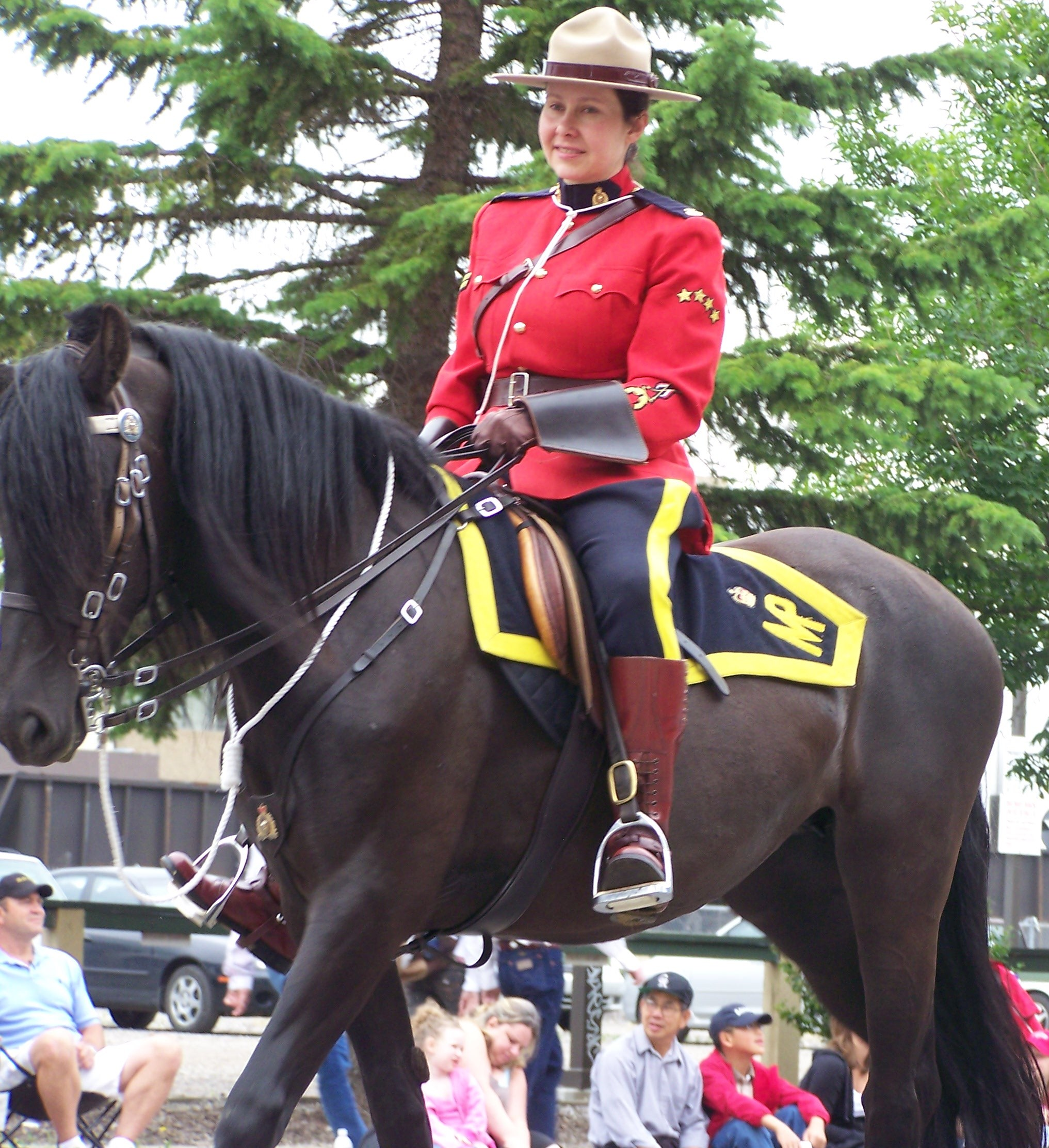
Officier van de RCMP

De Royal Canadian Mounted Police (afgekort tot RCMP of Mounties; Frans: Gendarmerie royale du Canada, GRC; Nederlands: Koninklijke Canadese Bereden Politie) is zowel de federale als de nationale politie van Canada. De RCMP verzorgt de nationale politietaken en, op basis van contracten, ook lokale politietaken voor gemeenten en provincies in de drie Canadese territoria en haar tien provincies. De meeste Canadese provincies geven de voorkeur aan het uitbesteden van politietaken aan een professionele organisatie, hoewel ze grondwettelijk verantwoordelijk zijn en blijven voor de uitvoering daarvan. De uitzonderingen zijn Ontario, Québec, en delen van Newfoundland en Labrador, die hun eigen provinciale politiekorpsen hebben. De RCMP is het grootste politiekorps van Canada; in 2015 telde het korps meer dan 28.000 leden. 
Hoewel de RCMP in het Frans met Gendarmerie royale du Canada wordt aangeduid is het geen (voormalig) legeronderdeel. De RCMP werd in 1873 opgericht als de North West Mounted Police (NWMP) naar voorbeeld van de Royal Irish Constabulary op initiatief van Sir John Alexander Macdonald, Canada's eerste Minister-president. Het korps kreeg in 1904 de koninklijke titel waardoor de naam veranderde in Royal North West Mounted Police (RNWMP). In 1920 werd het korps omgedoopt tot Royal Canadian Mounted Police Force op 1 februari 1920 toen de RNWMP fuseerde met de zogeheten Dominion Police voorheen het politiekorps in de Oostelijke provincies van Canada. Onder elkaar noemen de Mounties hun korps meestal "The Force" en de agenten worden simpelweg "Members" genoemd.